# I carnefici italiani
I carnefici italiani. Scene dal genocidio degli ebrei, 1943-1945 è un saggio dello storico e ricercatore Simon Levis Sullam pubblicato nel 2015 per l'editore Feltrinelli, che tratta la partecipazione della Repubblica Sociale Italiana (RSI) e della popolazione italiana alla deportazione degli ebrei italiani nei campi di sterminio nazisti durante la seconda guerra mondiale.
Il libro, uno dei pochi del suo genere, cerca di analizzare le responsabilità italiane e le diverse forme di partecipazione con cui la popolazione italiana a diversi livelli, ha contribuito e ha fatto parte della catena dello sterminio, responsabilità che l'autore ritiene che siano state «a lungo sottovalutate».
Il libro intreccia la storia dei carnefici con quella delle loro vittime, narrando le vicende succedutesi prima e durante il biennio 1943-1945, e soffermandosi in alcuni capitoli sugli avvenimenti specifici accaduti nelle città di Brescia, Venezia, Firenze e Roma, prima di concludere il libro con un'analisi delle motivazioni per cui la collaborazione attiva dell'apparato politico della RSI e della popolazione italiana sia diventato nel dopoguerra un argomento decisamente sottovalutato e ben poco analizzato a livello storiografico.
(Primo Levi a un carabiniere italiano di guardia al suo convoglio ferroviario in partenza per Auschwitz, il 22 febbraio 1944.)

## Riassunto
Allo scoppio della guerra civile nell'autunno del 1943, il regime fascista considerava l'ebreo un nemico già da cinque anni: dal 1938, infatti, lo aveva escluso da molteplici ambiti della società, e stava inoltre educando gli italiani a considerarlo come un essere inferiore. Se la presenza dell'antisemitismo nella prima parte del ventennio poteva dirsi «occasionale», degli orientamenti più propriamente antiebraici iniziarono ad emergere in modo più sistematico intorno alla metà degli anni Trenta, anche in coincidenza con la trasformazione in senso totalitario della società italiana. Queste tendenze erano manifeste all'interno delle frange estremiste del partito, come ad esempio sulle pagine de Il Regime fascista di Roberto Farinacci. La conquista dell'Etiopia aveva poi rinfocolato l’immaginario razzista, traducendosi in provvedimenti di «profilassi razziale» volti a impedire le unioni tra colonizzatori e colonizzati, nonché un'imponente opera di propaganda volta a celebrare le «virtù italiche». Già a partire dal 1937, dunque, il regime fascista iniziò ad intraprendere la via del razzismo e dell'antisemitismo di Stato, giungendo poi alla pubblicazione delle leggi razziali fasciste nell'estate del 1938: tale documento sancì la supposta superiorità della razza ariana su tutte le altre, individuò quella italiana come ariana e decretò istituzionalmente l'esclusione degli ebrei dalla razza italiana. Nell'autunno dello stesso anno furono quindi introdotti provvedimenti di legge che espellevano gli ebrei dalle scuole e dalle amministrazioni pubbliche, limitando pesantemente le professioni, le attività economiche e le proprietà degli ebrei. Prendeva così forma, nell'immaginario dell'«uomo nuovo» fascista, una società fondata su un regime di apartheid razzista nelle colonie e antisemita entro i propri confini nazionali.
Tra il 1943 e il 1945 dunque, il rinato Stato fascista repubblicano partecipò attivamente al progetto e al processo di annientamento degli ebrei, con accordi, atti e decisioni che resero molti italiani attori e complici dell'Olocausto, seppur con diversi gradi e modalità di coinvolgimento e partecipazione. A compiere materialmente gli arresti furono poliziotti, carabinieri, finanzieri, membri della Milizia o della Guardia Nazionale Repubblicana (GNR) e volontari fascisti. Ma vi fu anche chi, in maniera più indiretta, agevolò le pratiche di sterminio rendendosi perciò di fatto complice. Dietro le quinte degli arresti e delle deportazioni agivano infatti impiegati comunali e statali dell’Anagrafe razzista, funzionari di polizia che ordinavano gli arresti, prefetti e questori che firmavano gli ordini di cattura, proseguendo poi nella scala gerarchica fino alle dattilografe, a chi guidò i mezzi per il trasporto dei prigionieri, a chi mise a disposizione i vagoni ferroviari, chi sorvegliò i prigionieri ed i campi di transito, chi quei campi li costruì, chi rapinò gli averi degli ebrei per tornaconto personale, chi segnalò, denunciò e tradì gli ebrei consegnandoli alle autorità repubblichine e tedesche e infine chi stette semplicemente a guardare, rivolgendo lo sguardo altrove o ignorando volutamente quanto stava accadendo
Fondamentale fu dunque la collaborazione di vasti settori della società: dalle burocrazie all'economia, dai servizi alle infrastrutture, uomini e donne (in Italia come in tutta Europa) parteciparono alle operazioni di arresto, deportazione e sterminio. Assieme agli esecutori ideologicamente motivati, accanto ai burocrati che eseguirono ogni tipo di ordine, vi era dunque una parte della società che con diversi gradi di responsabilità, agì per obbedienza, conformismo, lealtà, ma anche ricerca di soddisfazione personale, di ricompensa o successo, in un quadro in cui le motivazioni ideologiche restavano sullo sfondo. E proprio la «parcellizzazione» delle funzioni e la distanza dall'esito finale dello sterminio, facilitarono - come hanno evidenziato Raul Hilberg e Zygmunt Bauman - lo svolgimento delle procedure e delle diverse fasi del genocidio fino alle sue estreme conclusioni.
Quando scattò il primo ordine di arresto generalizzato, emesso da Guido Buffarini Guidi il 30 novembre 1943, seguito poi dai provvedimenti di confisca dei beni ebraici già sequestrati (4 gennaio 1944), dall'ordine di scioglimento delle comunità ebraiche e di sequestro dei loro beni (28 gennaio 1944), vi fu un accordo tra i governi della Germania nazista e della RSI per la consegna ai tedeschi e alla conseguente deportazione degli ebrei arrestati dagli italiani. D'altra parte il sistema concentrazionario italiano avrebbe potuto alla lunga causare la morte di svariate migliaia di ebrei internati sul territorio nazionale a causa delle dure condizioni di detenzione (come avvenne in altri contesti coloniali o di occupazione italiani), per cui si preferì consegnarli ai tedeschi. In ogni caso, il ruolo delle polizie e dei fascisti italiani fu effettivamente essenziale nella realizzazione del progetto nazista di sterminio degli ebrei, tanto che - in Italia, come altrove - difficilmente esso avrebbe assunto le dimensioni raggiunte. 
Diverse furono le istituzioni e gli apparati statali che si misero in moto per la persecuzione degli ebrei: il Partito fascista; la Milizia volontaria di sicurezza nazionale (MVSN), poi divenuta Guardia nazionale repubblicana (GNR) che includeva anche i Carabinieri; altri corpi armati che agivano in forma autonoma o agli ordini dei tedeschi, con una sorta di «licenza di sopruso» e di rapina (Banda Koch, Banda Carità, Decima Mas, Legione "Ettore Muti") che in alcuni casi operavano in concorrenza o competizione per approfittare dei potenziali guadagni delle retate e per ingraziarsi i tedeschi.
Nel corso della partecipazione italiana al genocidio la sottrazione di beni ebraici non avvenne, del resto, solo per procedura burocratica, ma in una serie di episodi che si configuravano piuttosto come veri e propri furti o rapine dovuti all'iniziativa di singoli o piccoli gruppi. E proseguirono anche con la collaborazione di cittadini comuni, che inviavano denunce e delazioni.
Queste delazioni di cittadini comuni ebbero esiti drammatici durante i tentativi di fuga verso la Svizzera, ma la delazione d'altra parte uno dei fondamenti della guerra civile, e riguarda sempre i vicini prossimi, persino intimi, e allo stesso tempo è una modalità di produzione indiretta di violenza, cui è tanto più agevole accedere in quanto la violenza concreta , che ne è conseguenza, avviene altrove e in un secondo momento. 
Nel 1943-1945 l'iniziativa di delazione spontanea fu in ogni caso incentivata, e persino strutturata, da un sistema poliziesco che si basava sugli informatori per i propri fini persecutori e per estendere il coinvolgimento e le responsabilità ad aree sempre più ampie della società
(Giacomo Debenedetti, Otto ebrei)
In questo passo Debenedetti già intuiva la strategica ostentazione di buoni sentimenti che avrebbe ammantato fin dal principio il ruolo dei carnefici italiani nella persecuzione degli ebrei, a cominciare dalle forze di polizia. Nel più ampio contesto di sottovalutazione delle responsabilità del fascismo italiano, nessuno fu processato nel dopoguerra per la partecipazione alla politica anti-ebraica del fascismo: né quella risalente al 1938, né quella della RSI. Generalmente la persecuzione degli ebrei non venne ritenuta un reato o una colpa specifica, né un'aggravante di altri reati. La via giuridica e giudiziaria - e più spesso il mancato giudizio - furono dunque tra i primi canali di diminuzione, mimetizzazione, cancellazione delle responsabilità italiane nel razzismo antisemita e poi nel genocidio degli ebrei. Ciò contribuì ad indebolire una più generale condanna al fascismo, fornendo invece materiale per la formazione di quell'immagine positiva e benevola dell'italiano che si affermò nel dopoguerra e prosegue ancora oggi.
Nell'ambito della ricostruzione storica l'esperienza di Salò venne praticamente esclusa, e la RSI venne relegata ad un regime di occupazione senza alcuna autonomia decisionale, dove a maggior ragione la politica anti-ebraica venne presentata come un'imposizione tedesca e la questione dell'antisemitismo e della sua radicalizzazione ideologica fu largamente sottovalutata dagli storici e sminuita o completamente negata dai reduci della RSI.
A distanza di oltre 70 anni non vi è ancora stata un'esplicita assunzione di responsabilità e gesti di ferma autocritica da parte dello Stato italiano, le cui forze di polizia e le cui amministrazioni contribuirono direttamente al genocidio degli ebrei. Salvo il rituale accenno alle leggi razziali e al discolpante e retorico binomio "nazifascismo", durante il Giorno della Memoria o il altre occasioni, raramente si ricordano con precisione i ruoli e le responsabilità di migliaia di italiani nel processo di sterminio.

## Edizioni
- I carnefici italiani. Scene dal genocidio degli ebrei, 1943-1945, Milano, LaFeltrinelli, 2015, ISBN 978-88-07-88748-2.